# Liste des titres de vicomte dans la noblesse britannique (existants)
Cet article est une compilation des titres de vicomtes de la pairie d'Angleterre, d'Écosse, de Grande-Bretagne, d'Irlande et du Royaume-Uni.
Cette compilation n'inclut pas les vicomtés qui sont aujourd'hui utilisés comme titres subsidiaires, ainsi que ceux éteints, en sommeil, en suspens et perdus.

## Vicomtes dans lapairie d'Angleterre(1440-1707)
| Titre vicomtal | Année de création | Famille (région d'origine)   | Blason | Titulaire actuel                                        | Autres titres |
| -------------- | ----------------- | ---------------------------- | ------ | ------------------------------------------------------- | ------------- |
| Hereford       | 2 février 1550    | Devereux (Comté de Hereford) |        | Robin Devereux, 19e vicomte Hereford né le 18 août 1975 |               |

## Vicomtes dans lapairie d'Écosse(1606-1707)
| Titre vicomtal | Année de création | Famille (région d'origine) | Blason | Titulaire actuel                                                 | Autres titres |
| -------------- | ----------------- | -------------------------- | ------ | ---------------------------------------------------------------- | ------------- |
| Falkland       | 10 novembre 1620  | Cary (Comté de Devon)      |        | Lucius Cary, 15e vicomte Falkland né le 8 mai 1935               |               |
| d'Arbuthnott   | 16 novembre 1641  | Arbuthnott (Lowlands)      |        | Keith Arbuthnott, 17e vicomte d'Arbuthnott né le 18 juillet 1950 |               |
| d'Oxfuird      | 19 avril 1651     | Makgill (Lowlands)         |        | Ian Makgill, 14e vicomte d'Oxfuird né le 14 octobre 1969         |               |

## Vicomtes dans lapairie de Grande-Bretagne(1707-1801)
| Titre vicomtal | Année de création | Famille (région d'origine)       | Blason | Titulaire actuel                                                | Autres tites                  |
| -------------- | ----------------- | -------------------------------- | ------ | --------------------------------------------------------------- | ----------------------------- |
| Bolingbroke    | 7 juillet 1712    | St John (Comté de Wilt)          |        | Nicholas St. John, 9e vicomte Bolingbroke né le 20 juin 1974    | Également vicomte St John     |
| St John        | 2 juillet 1716    | St John (Comté de Wilt)          |        | Nicholas St. John, 10e vicomte St John né le 20 juin 1974       | Également vicomte Bolingbroke |
| Cobham         | 23 mai 1718       | Lyttelton (Comté du Worcester)   |        | Christopher Lyttelton, 12e vicomte Cobham né le 23 octobre 1947 |                               |
| Falmouth       | 18 juin 1720      | Boscawen (Comté de Cornouailles) |        | Evelyn Boscawen, 10e vicomte Falmouth né le 13 mai 1955         |                               |
| Torrington     | 21 septembre 1721 | Byng (Comté de Kent)             |        | Timothy Byng, 11e vicomte Torrington né le 13 juillet 1943      |                               |
| Hood           | 1er juin 1796     | Hood (Comté du Dorset)           |        | Henry Hood, 8e vicomte Hood né le 16 mars 1958                  |                               |

## Vicomtes dans lapairie d'Irlande(1478-1816)
| Titre vicomtal | Année de création | Famille (région d'origine)    | Blason | Titulaire actuel                                                 | Autres tites                 |
| -------------- | ----------------- | ----------------------------- | ------ | ---------------------------------------------------------------- | ---------------------------- |
| Mountgarret    | 23 octobre 1550   | Butler (Comté de Wexford)     |        | Piers Butler, 18e vicomte Mountgarret né le 15 avril 1961        |                              |
| Valentia       | 11 mars 1622      | Annesley (Comté de Down)      |        | Francis Annesley, 16e vicomte Valentia né le 29 décembre 1959    |                              |
| Dillon         | 16 mars 1622      | Dillon (Comté de Mayo)        |        | Henry Dillon, 22e vicomte Dillon né le 6 janvier 1973            |                              |
| Massereene     | 21 novembre 1660  | Skeffington (Comté d'Antrim)  |        | Charles Skeffington, 15e vicomte Massereene né le 7 février 1973 | Également vicomte Ferrard    |
| Charlemont     | 8 octobre 1665    | Caulfeild (Comté d'Armagh)    |        | Charles Skeffington, 15e vicomte Charlemont né le 15 mai 1966    |                              |
| Downe          | 19 février 1680   | Dawnay (Comté du Yorkshire)   |        | Richard Dawnay, 12e vicomte Downe né le 9 avril 1967             |                              |
| Molesworth     | 10 juillet 1716   | Molesworth (Comté de Meath)   |        | Robert Molesworth, 12e vicomte Molesworth né le 4 juin 1959      |                              |
| Chetwynd       | 29 juin 1717      | Chetwynd (Comté de Stafford)  |        | Adam Chetwynd, 11e vicomte Chetwynd né le 26 février 1969        |                              |
| Midleton       | 15 août 1717      | Brodrick (Comté de Cork)      |        | Alan Brodrick, 12e vicomte Midleton né le 4 août 1949            |                              |
| Boyne          | 20 août 1717      | Hamilton (Comté de Leitrim)   |        | Gustavus Hamilton-Russell, 11e vicomte Boyne né le 27 mai 1965   |                              |
| Gage           | 14 septembre 1720 | Gage (Comté d'Oxford)         |        | Nicolas Gage, 8e vicomte Gage né le 9 avril 1934                 |                              |
| Galway         | 17 juillet 1727   | Monckton (Comté de York)      |        | Philip Monckton, 13e vicomte Galway né le 8 avril 1952           |                              |
| Powerscourt    | 4 février 1743    | Wingfield (Comté du Suffolk)  |        | Anthony Wingfield, 13e vicomte Powerscourt né le 21 août 1963    |                              |
| Ashbrook       | 30 septembre 1751 | Flower (Comté de Laois)       |        | Michael Flower, 11e vicomte Ashbrook né le 9 décembre 1935       |                              |
| Southwell      | 18 juillet 1776   | Southwell (Comté de Limerick) |        | Richard Southwell, 8e vicomte Southwell né le 15 juin 1956       |                              |
| de Vesci       | 19 juillet 1776   | Vesey (Comté de Londonderry)  |        | Thomas Vesey, 7e vicomte de Vesci né le 8 octobre 1955           |                              |
| Lifford        | 8 janvier 1781    | Hewitt (Comté de Cumberland)  |        | Edward Hewitt, 9e vicomte Lifford né le 27 janvier 1949          |                              |
| Bangor         | 11 janvier 1781   | Ward (Comté de Down)          |        | William Ward, 8e vicomte Bangor né le 28 septembre 1948          |                              |
| Doneraile      | 22 juin 1785      | St Leger (Comté de Cork)      |        | Richard St Leger, 10e vicomte Doneraile né le 17 août 1946       |                              |
| Harberton      | 5 juillet 1791    | Pomeroy (Comté de Devon)      |        | Henry Pomeroy, 11e vicomte Harberton né le 23 avril 1958         |                              |
| Hawarden       | 5 décembre 1793   | Maude (Comté de Dublin)       |        | Robert Maude, 9e vicomte Hawarden né le 23 mai 1961              |                              |
| Ferrard        | 22 novembre 1797  | Skeffington (Comté d'Antrim)  |        | Charles Skeffington, 8e vicomte Ferrard né le 7 février 1973     | Également vicomte Massereene |
| Monck          | 5 janvier 1801    | Monck (Comté de Dublin)       |        | Charles Monck, 7e vicomte Monck né le 2 avril 1953               |                              |
| Gort           | 16 janvier 1816   | Vereker (Comté de Limerick)   |        | Foley Vereker, 9e vicomte Gort né le 24 octobre 1951             |                              |

## Vicomtes de lapairie du Royaume-Uni(depuis 1801)
| Titre vicomtal        | Année de création | Famille (région d'origine)                | Blason | Titulaire actuel                                                             | Autres tites |
| --------------------- | ----------------- | ----------------------------------------- | ------ | ---------------------------------------------------------------------------- | ------------ |
| Vicomte St Vincent    | 27 avril 1801     | Jervis (Comté de Stafford)                |        | Edward Jervis, 8e vicomte St Vincent né le 12 mai 1951                       |              |
| Melville              | 24 décembre 1802  | Dundas (Lowlands)                         |        | Robert Dundas, 10e vicomte Melville né le 23 avril 1984                      |              |
| Sidmouth              | 12 janvier 1805   | Addington (Comté d'Oxford)                |        | Jeremy Addington, 8e vicomte Sidmouth né le 29 juillet 1947                  |              |
| Exmouth               | 10 décembre 1816  | Pellew (Comté de Cornouailles)            |        | Paul Pellew, 10e vicomte Exmouth né le 8 octobre 1940                        |              |
| Combermere            | 8 février 1827    | Stapleton-Cotton (Comté de Chester)       |        | Thomas Stapleton-Cotton, 6e vicomte Combermere né le 30 août 1969            |              |
| Hill                  | 22 septembre 1842 | Clegg-Hill (Comté de Shrop)               |        | Peter Clegg-Hill, 9e vicomte Hill né le 17 octobre 1945                      |              |
| Hardinge              | 2 mai 1846        | Hardinge (Comté de Durham)                |        | Thomas Hardinge, 8e vicomte Hardinge né le 19 juin 1993                      |              |
| Bridport              | 6 juillet 1868    | Hood (Comté du Dorset)                    |        | Alexander Hood, 4e vicomte Bridport né le 17 mars 1948                       |              |
| Portman               | 28 mars 1873      | Portman (Comté du Dorset)                 |        | Christopher Portman, 10e vicomte Portman né le 30 juillet 1958               |              |
| Hampden               | 4 mai 1884        | Brand (Comté du Hertford)                 |        | Francis Brand, 7e vicomte Hampden né le 17 septembre 1970                    |              |
| Hambleden             | 10 novembre 1891  | Smith (Comté de Hamp)                     |        | Henry Smith, 5e vicomte Hambleden né le 18 novembre 1955                     |              |
| Knutsford             | 3 août 1895       | Holland (Comté de Chester)                |        | Henry Holland-Hibbert, 7e vicomte Knutsford né le 6 avril 1959               |              |
| Esher                 | 11 novembre 1897  | Brett (Chealsea)                          |        | Christopher Brett, 5e vicomte Esher né le 23 décembre 1936                   |              |
| Goschen               | 18 décembre 1900  | Goschen (Comté de Surrey)                 |        | Giles Goschen, 4e vicomte Goschen né le 16 novembre 1965                     |              |
| Ridley                | 19 décembre 1900  | Ridley (Comté de Northumberland)          |        | Matthew Ridley, 5e vicomte Ridley né le 30 mars 1958                         |              |
| Colville de Culross   | 15 juillet 1902   | Colville (Lowlands)                       |        | Charles Colville, 5e vicomte Colville de Culross né le 5 septembre 1959      |              |
| Selby                 | 6 juillet 1905    | Gully (Comté de Worcester)                |        | Christopher Gully, 6e vicomte Selby né le 18 octobre 1993                    |              |
| Knollys               | 4 juillet 1911    | Knollys (Comté d'Oxford)                  |        | Patrick Knollys, 4e vicomte Knollys né le 11 mars 1962                       |              |
| Allendale             | 5 juillet 1911    | Beaumont (Comté de York)                  |        | Wentworth Beaumont, 4e vicomte Allendale né le 13 novembre 1948              |              |
| Chilston              | 6 juillet 1911    | Akers-Douglas (Comté de Kent)             |        | Alastair Akers-Douglas, 4e vicomte Chilston né le 6 septembre 1946           |              |
| Scarsdale             | 2 novembre 1911   | Curzon (Comté de Derby)                   |        | Patrick Curzon, 4e vicomte Scarsdale né le 6 mars 1949                       |              |
| Mersey                | 22 janvier 1916   | Bigham (Comté de Lancastre)               |        | Edward Bigham, 5e vicomte Mersey né le 23 mai 1966                           |              |
| Cowdray               | 3 janvier 1917    | Pearson (Comté du Hertford)               |        | Michael Pearson, 4e vicomte Cowdray né le 17 juin 1944                       |              |
| Devonport             | 22 juin 1917      | Kearley (Comté du Middlesex)              |        | Terence Kearley, 3e vicomte Devonport né le 29 août 1944                     |              |
| Astor                 | 28 juin 1917      | Astor (Comté de Kent)                     |        | William Astor, 4e vicomte Astor né le 27 décembre 1951                       |              |
| Wimborne              | 15 juin 1918      | Guest (Comté du Dorset)                   |        | Ivor Guest, 4e vicomte Wimborne né le 19 septembre 1968                      |              |
| St Davids             | 17 juin 1918      | Philipps (Comté de Pembroke)              |        | Rhodri Philipps, 4e vicomte St Davids né le 16 septembre 1966                |              |
| Rothermere            | 17 mai 1919       | Harmsworth (Comté de Hamp)                |        | Harold Harmsworth, 4e vicomte Rothermere né le 3 décembre 1967               |              |
| Allenby               | 7 octobre 1919    | Allenby (Comté du Suffolk)                |        | Henry Allenby, 4e vicomte Allenby né le 29 juillet 1968                      |              |
| Chelmsford            | 3 juin 1921       | Thesiger (Comté du Middlesex)             |        | Frederick Thesiger, 4e vicomte Chelmsford né le 6 mars 1962                  |              |
| Long                  | 4 juin 1921       | Long (Comté de Wilt)                      |        | James Long, 5e vicomte Long né le 31 décembre 1960                           |              |
| Ullswater             | 8 juillet 1921    | Lowther (Comté de York)                   |        | Nicholas Lowther, 2e vicomte Ullswater né le 9 janvier 1942                  |              |
| Younger de Leckie     | 20 février 1923   | Younger (Comté de Clackmannan)            |        | James Younger, 2e vicomte Younger de Leckie né le 11 novembre 1955           |              |
| Bearsted              | 16 juin 1925      | Samuel (Comté du Middlesex)               |        | Nicholas Samuel, 5e vicomte Bearsted né le 22 janvier 1950                   |              |
| Bridgeman             | 18 juin 1929      | Bridgeman (Comté de Devon)                |        | Robin Bridgeman, 3e vicomte Bridgeman né le 5 décembre 1930                  |              |
| Hailsham              | 4 juillet 1929    | Hogg (Comté d'Antrim)                     |        | Douglas Hogg, 3e vicomte Hailsham né le 5 février 1945                       |              |
| Brentford             | 5 juillet 1929    | Joynson-Hicks (Comté du Sussex)           |        | Crispin Joynson-Hicks, 4e vicomte Brentford né le 7 avril 1933               |              |
| Buckmaster            | 24 février 1933   | Buckmaster (Comté de Buckingham)          |        | Adrian Buckmaster, 4e vicomte Buckmaster né le 2 février 1949                |              |
| Bledisloe             | 24 juin 1935      | Bathurst (Comté du Sussex)                |        | Rupert Bathurst, 4e vicomte Bledisloe né le 13 mars 1964                     |              |
| Hanworth              | 17 janvier 1936   | Pollock (Comté de Durham)                 |        | David Pollock, 3e vicomte Hanworth né le 16 février 1946                     |              |
| Trenchard             | 31 janvier 1936   | Trenchard (Comté de Devon)                |        | Hugh Trenchard, 3e vicomte Trenchard né le 12 mars 1951                      |              |
| Samuel                | 8 juin 1937       | Samuel (Comté de Lancaster)               |        | Johnathan Samuel, 5e vicomte Samuel né le 17 décembre 1965                   |              |
| Runciman de Doxford   | 10 juin 1937      | Runciman (Comté du Northumberland)        |        | David Runciman, 4e vicomte Runciman de Doxford né le 1er mars 1967           |              |
| Davidson              | 11 juin 1937      | Davidson (Comté de Hertford)              |        | John Davidson, 4e vicomte Davidson né en 1971                                |              |
| Weir                  | 25 juin 1938      | Weir (Comté de Dumfries)                  |        | William Weir, 3e vicomte Weir né le 9 novembre 1933                          |              |
| Caldecote             | 6 septembre 1939  | Inskip (Comté de Hertford)                |        | Piers Inskip, 3e vicomte Caldecote né le 20 mai 1947                         |              |
| Camrose               | 20 janvier 1941   | Berry (Comté de Glamorgan)                |        | Jonathan Berry, 5e vicomte Camrose né le 26 février 1970                     |              |
| Stansgate             | 20 janvier 1942   | Benn (Comté de Chester)                   |        | Stephen Benn, 3e vicomte Stansgate né le 21 août 1951                        |              |
| Margesson             | 27 avril 1942     | Margesson (Comté de Surrey)               |        | Francis Margesson, 3e vicomte Margesson né le 25 décembre 1960               |              |
| Daventry              | 6 mai 1943        | FitzRoy-Newdegate (Comté de Northampton)  |        | James Fitzroy-Newdegate, 4e vicomte Daventry né le 27 juillet 1960           |              |
| Addison               | 6 mai 1943        | Addison (Comté de Lincoln)                |        | William Addison, 4e vicomte Addison né le 13 juin 1945                       |              |
| Kemsley               | 12 septembre 1945 | Berry (Comté de Glamorgan)                |        | Richard Berry, 3e vicomte Kemsley né le 17 avril 1951                        |              |
| Marchwood             | 13 septembre 1945 | Penny (Comté du Hampshire)                |        | Peter Penny, 5e vicomte Marchwood né le 8 octobre 1965                       |              |
| Montgomery d'Alamein  | 31 janvier 1946   | Montgomery (Comté de Donegal)             |        | Henry Montgomery, 3e vicomte Montgomery d'Alamein né le 2 avril 1954         |              |
| Waverley              | 28 janvier 1952   | Anderson (Comté de Midlothian)            |        | John Anderson, 3e vicomte Waverley né le 31 octobre 1949                     |              |
| Thurso                | 10 avril 1952     | Sinclair (Highlands)                      |        | John Sinclair, 3e vicomte Thurso né le 10 septembre 1953                     |              |
| Brookeborough         | 4 juillet 1952    | Brooke (Comté de Donegal)                 |        | Alan Brooke, 3e vicomte Brookeborough né le 30 juin 1952                     |              |
| Norwich               | 5 juillet 1952    | Cooper (Comté de Norfolk)                 |        | Jason Cooper, 3e vicomte Norwich né le 27 octobre 1959                       |              |
| Leathers              | 18 juin 1954      | Leathers (Comté du Suffolk)               |        | Christopher Leathers, 3e vicomte Leathers né le 31 août 1941                 |              |
| Soulbury              | 16 juillet 1954   | Ramsbotham (Comté de Lancaster)           |        | Christopher Leathers, 4e vicomte Soulbury né le 27 octobre 1943              |              |
| Chandos               | 9 septembre 1954  | Lyttelton (Comté de Worcester)            |        | Thomas Lyttelton, 3e vicomte Chandos né le 12 février 1953                   |              |
| De L'Isle             | 12 janvier 1956   | Sidney (Comté de Kent)                    |        | Philip Sidney, 2e vicomte De L'Isle né le 21 avril 1945                      |              |
| Monckton de Brenchley | 11 février 1957   | Monckton (Comté de York)                  |        | Christopher Monckton, 3e vicomte Monckton de Brenchley né le 14 février 1952 |              |
| Tenby                 | 12 février 1957   | Lloyd-George (Comté de Pembroke)          |        | Timothy Lloyd-George, 4e vicomte Tenby né le 19 octobre 1962                 |              |
| MacKintosh de Halifax | 10 juillet 1957   | MacKintosh (Highlands)                    |        | Clive MacKintosh, 3e vicomte MacKintosh de Halifax né le 9 septembre 1958    |              |
| Dunrossil             | 12 novembre 1959  | Morrison (Comté d'Argyll)                 |        | Andrew Morrison, 3e vicomte Dunrossil né le 15 décembre 1953                 |              |
| Stuart de Findhorn    | 20 novembre 1959  | Stuart (Highlands)                        |        | James Stuart, 3e vicomte Stuart de Findhorn né le 25 mars 1948               |              |
| Rochdale              | 24 juin 1960      | Kemp (Comté d'Essex)                      |        | Johnathan Kemp, 3e vicomte Rochdale né le 10 juin 1961                       |              |
| Slim                  | 15 juillet 1960   | Slim (Bristol)                            |        | Mark Slim, 3e vicomte Slim né le 15 février 1960                             |              |
| Head                  | 2 août 1960       | Head (Comté de Suffolk)                   |        | Richard Head, 3e vicomte Head né le 27 février 1937                          |              |
| Boyd de Merton        | 8 septembre 1960  | Lennox-Boyd (Lowlands)                    |        | Simon Lennox-Boyd, 2e vicomte Boyd de Merton né le 7 décembre 1939           |              |
| Mills                 | 22 août 1962      | Mills (Comté de Durham)                   |        | Christopher Mills, 3e vicomte Mills né le 20 mai 1956                        |              |
| Blakenham             | 8 novembre 1963   | Hare (Comté de Kerry)                     |        | Caspar Hare, 3e vicomte Blakenham né le 8 avril 1972                         |              |
| Eccles                | 14 janvier 1964   | Eccles (Comté de Wilt)                    |        | John Eccles, 2e vicomte Eccles né le 20 avril 1931                           |              |
| Dilhorne              | 7 décembre 1964   | Manningham-Buller (Comté de Cornouailles) |        | James Manningham-Buller, 3e vicomte Dilhorne né le 20 août 1956              |              |